# Marianne Karlbeck
Marianne Karlbeck Strååt, född 19 mars 1923 i Nanking i Kina, död 20 februari 2014 i Lidingö församling i Stockholms län, var en svensk skådespelare.

## Biografi
Karlbeck var dotter till civilingenjören Orvar Karlbeck, då verksam i Kina, och Sigrid, ogift Wengberg. Efter studier vid Musikaliska Akademien 1944–1946 och Dramatiska teaterns elevskola 1946–1949 blev hon engagerad vid Dramatiska teatern 1949 och var vid Uppsala stadsteater 1952–1957. Efter gästspel på Intima teatern och TV-teatern blev hon på nytt engagerad vid Dramaten 1960.
Marianne Karlbeck var 1947–1949 gift med textilfabrikören och musikdirektören Ernest Thiel (1921–1997), son till Olof Thiel och sonson till Ernest Thiel. Hon gifte sig därefter 1949 med skådespelaren Hans Strååt (1917–1991) och fick barnen Camilla 1950, Jannika 1952, Michaela 1958 och Daphne 1958.
Marianne Karlbeck är begravd på Lidingö kyrkogård.

## Filmografi
- 1943 – Kvinnor i fångenskap
- 1951 – Fröken Julie
- 1952 – Kalle Karlsson från Jularbo
- 1959 – Mälarpirater
- 1960 – Fröken Rosita
- 1962 – Chans
- 1963 – Det är hos mig han har varit
- 1965 – Nattmara
- 1969 – En passion
- 1981 – Skärp dig, älskling! (TV-serie)
- 1982 – Avskedet
- 1982 – Fanny och Alexander
- 1992 – Jönssonligan & den svarta diamanten
- 1996 – Rusar i hans famn
- 2006 – Kärringen därnere
- 2007 – Vaniljdrömmar
- 2008 – Plantera kyssar
- 2009 – I skuggan av värmen

## Teater

### Roller
| År   | Roll                                  | Produktion                                       | Regi             | Teater                   |
| ---- | ------------------------------------- | ------------------------------------------------ | ---------------- | ------------------------ |
| 1944 |                                       | Vår väg mot framtiden Rudolf Värnlund            | Ingrid Luterkort | Dramatikerstudion        |
| 1948 | Emma Micawber                         | David Copperfield Charles Dickens och Max Maurey | Olle Hilding     | Dramaten                 |
| 1948 | Denman, en tjänsteflicka              | Släktmötet T S Eliot                             | Alf Sjöberg      | Dramaten                 |
| 1949 | Danserska                             | Lycko-Pers resa August Strindberg                | Göran Gentele    | Dramaten                 |
| 1950 | Fru Horton                            | En radiobragd Charlotte Chorpenning              | Arne Ragneborn   | Dramaten                 |
| 1951 | Kören: Bondgumman                     | Simon trollkarlen Tore Zetterholm                | Arne Ragneborn   | Dramaten                 |
| 1952 | Malena Sänghalm, sköka                | De vises sten Pär Lagerkvist                     | Alf Sjöberg      | Dramaten                 |
| 1956 |                                       | Boyfriend (The Boy Friend) Sandy Wilson          | Lars Barringer   | Upsala-Gävle stadsteater |
| 1957 |                                       | Hans excellens betjänten Ladislaus Bus-Fekete    | Lars Barringer   | Upsala-Gävle stadsteater |
| 1960 | Klinkan                               | Gisslan (The Hostage) Brendan Behan              | Per-Axel Branner | Dramaten                 |
| 1961 | Ellen Xenia                           | Kattorna Walentin Chorell                        | Mimi Pollak      | Dramaten                 |
| 1963 | Rivjärnet                             | Tiggarens opera John Gay                         | Per-Axel Branner | Dramaten                 |
| 1964 | Första tjänarinnan Tredje bondkvinnan | Tre knivar från Wei Harry Martinson              | Ingmar Bergman   | Dramaten                 |
| 1965 | Bondkvinna II                         | Mutter Courage Bertolt Brecht                    | Alf Sjöberg      | Dramaten                 |
| 1984 |                                       | Emil i Lönneberga Astrid Lindgren                | Staffan Götestam | Göta Lejon               |

## Radioteater

### Roller
| År   | Roll                 | Produktion                       | Regi             |
| ---- | -------------------- | -------------------------------- | ---------------- |
| 1950 | Stenografen          | Det hemliga rummet Nigel Balchin | Henrik Dyfverman |
| 1959 | Röster ur folkvimlet | Vägglusen Vladimir Majakovskij   | Staffan Aspelin  |